# Samsung Galaxy Note 5
Pour les articles homonymes, voir Samsung Galaxy Note.
Le Galaxy Note 5 est un smartphone haut de gamme de type phablette de la marque sud-coréenne Samsung. C'est le premier appareil de la gamme à n'avoir pas été disponible au moment de sa sortie en Europe. Il fait partie de la gamme Galaxy Note.

## Présentation
Samsung a préféré ne pas vendre son Note 5 en Europe car selon lui "les Européens utilisent (trop) peu le S Pen". Or, il s’agit de l’un des seuls, si ce n’est le seul, points permettant à la gamme Note de se démarquer, parallèlement, le Galaxy S6 Edge a connu un grand succès en Europe, le public préférant grandement l’écran incurvé à celui plus classique du Galaxy S6.